# Andrei Wladimirowitsch Gawrilow

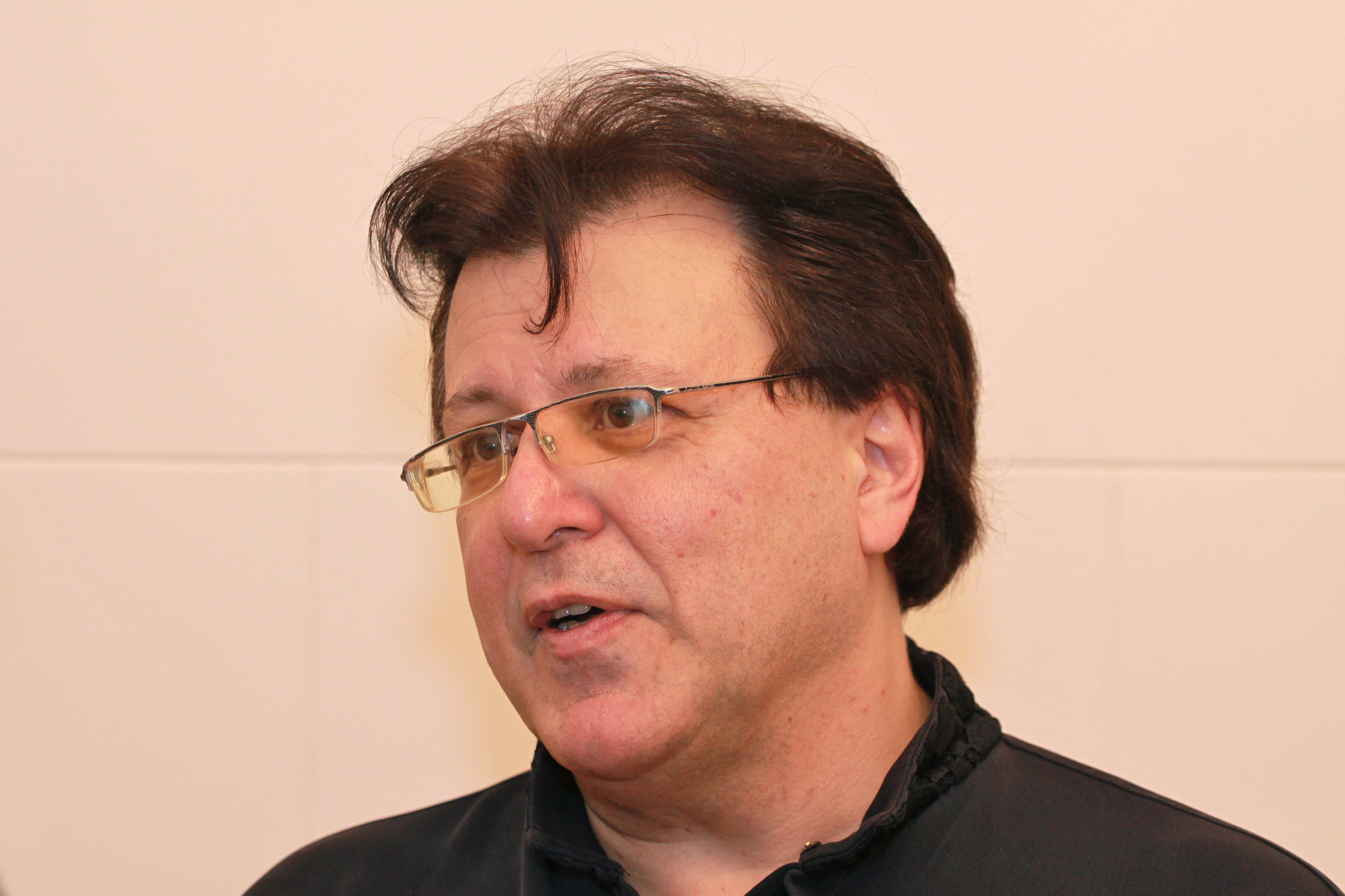
Andrei Gawrilow (2010)

Andrei Wladimirowitsch Gawrilow (russisch Андрей Владимирович Гаврилов, wiss. Transliteration Andrej Vladimirovič Gavrilov; * 21. September 1955 in Moskau) ist ein russischer Pianist. Nach dem Gewinn des Tschaikowski-Wettbewerbs 1974 wurde Gawrilows internationale Karriere zweimal abrupt unterbrochen: Von 1979 bis 1984 wurde er vom Sowjet-Regime in die Isolation gezwungen, von 1993 bis 2001 zog er sich aufgrund einer Lebenskrise vollkommen zurück. Seit 2001 lebt Gawrilow in der Schweiz und setzt dort seine Karriere fort.

## Leben

### Familie
Gawrilow wurde in eine multinationale Künstlerfamilie geboren. Sein Vater war Wladimir Gawrilow (* 30. Mai 1923 in Moskau; † 4. Dezember 1974 in Twer unter ungeklärten Umständen), einer der führenden russischen Maler der Mitte des 20. Jahrhunderts, über den Gawrilow auch deutsche Vorfahren hat. Seine Mutter war die armenische Pianistin Assanetta Egeserian (* 20. Dezember 1925 in Achali Atoni; † 29. November 2006 in Luzern), die bei Heinrich Neuhaus studiert hatte und Gawrilow im Alter von knapp unter 3 Jahren ersten Klavierunterricht erteilte.

### Erste Erfolge
1961 wurde er an der Moskauer Zentralen Musikschule aufgenommen, wo er von Tatjana Kestner, die bei Alexander Goldenweiser studiert hatte, unterrichtet wurde. Seine Ausbildung beendete er bei einem anderen Neuhaus-Schüler, Lew Naumow, am Moskauer Konservatorium. Bereits mit 18 Jahren und nach einem Semester am Konservatorium gewann er 1974 den Tschaikowski-Wettbewerb und erlangte internationale Bekanntheit, als er im gleichen Jahr bei den Salzburger Festspielen für Swjatoslaw Richter einsprang, der ihn bereits seit Gawrilows Jugend protegierte. Bereits nach dem ersten Teil, also vor der Pause, musste er fünf Zugaben spielen. Nach dem zweiten Teil umarmte ihn die erste Reihe des Publikums, das Publikum trug den jungen Russen auf Schultern zum Künstlerzimmer.
Bis 1979 trat Gawrilow in allen wichtigen Musikzentren in Ost und West mit bis zu 90 Konzerten im Jahr auf und führte noch sein Studium am Konservatorium fort.
1979, auf dem zwischenzeitlichen Höhepunkt von Gawrilows Karriere, bot Herbert von Karajan, der ihn mit dem Ersten Tschaikowski-Klavierkonzert in Berlin gehört hatte, Aufnahmen aller Rachmaninow-Konzerte an, obwohl Karajan Rachmaninow-Konzerte selten dirigierte. Im Dezember 1979 waren in Berlin Tonaufnahmen mit den Berliner Philharmonikern für das Zweite Klavierkonzert terminiert, zu deren Proben Gawrilow nicht erschien. Es stellte sich heraus, dass ihm – aufgrund kritischer Äußerungen über das sowjetische Regime – durch den damaligen KGB-Chef und späteren kurzzeitigen ZK-Sekretär Juri Andropow im Einvernehmen mit Leonid Breschnew der Pass und die Flugtickets entzogen und seine Telefonleitung gekappt worden war. Später wurde Gawrilow unter virtuellen Hausarrest gestellt. Milizionäre zeigten Gawrilow eine offizielle Anweisung, dass ein tödlicher Unfall Gawrilows den Behörden nicht unwillkommen wäre.

### Rehabilitation und Lebenskrise
Erst durch Michail Gorbatschows Vermittlung wurde Gawrilow 1984 rehabilitiert und erhielt als erster Sowjetbürger einen so genannten „freien Pass“, so dass er wieder im Westen konzertieren und Tonaufnahmen machen konnte, ohne im Ausland politisches Asyl beantragen zu müssen. In Interviews erklärte Gawrilow später: „Ich war der erste freie, neue russische Mensch. Darauf bin ich genauso stolz, wie auf meine künstlerischen Erfolge!“ Er lebte in der Folge in London und ab 1989 in Bad Camberg bei Wiesbaden und nahm auch die deutsche Staatsbürgerschaft an.
Gawrilow spielte unter Dirigenten wie Claudio Abbado, Riccardo Muti und Jewgeni Swetlanow. Er konzertierte mit den wichtigsten Orchestern der Welt in der Carnegie Hall New York, in der Royal Festival Hall und der Queen-Elisabeth-Hall in London sowie vielen anderen renommierten Spielstätten.
1989 wird ihm der Preis der privaten italienischen Accademia Musicale Chigiana zuerkannt.

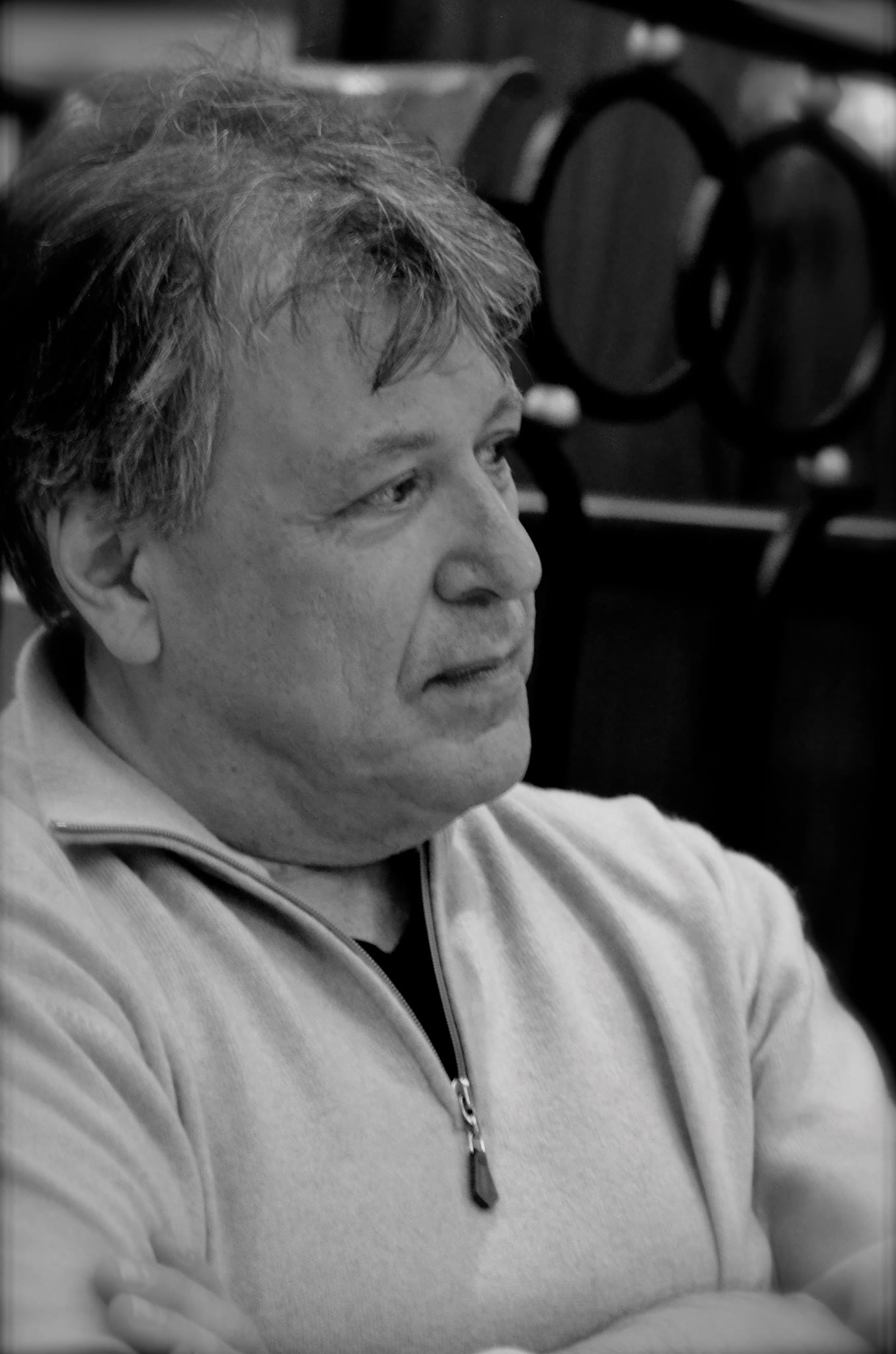
Andrei Gawrilow, Januar 2010

1993 geriet Andrei Gawrilow in eine schwerwiegende Lebenskrise. Einem Interview mit dem Guardian zufolge sah er sich zwar auf der Höhe seiner Karriere, materiell gut gestellt, aber nicht als einen freien, originären und idealistischen Künstler außerhalb der Musikindustrie.
Mitten in einem live übertragenen Konzert in Wien ging Gawrilow einfach von der Bühne und ließ alle Konzerte und Studioaufnahmen platzen. Neun Jahre lang suchte er nach eigenen Angaben die Zwiesprache mit Gott, trieb religiöse und philosophische Studien, beschäftigte sich mit den Intentionen der Komponisten in den Werken und überarbeitete seine Klaviertechnik grundlegend. Seine Stationen waren Palästina und Israel, ja sogar die Fidschi-Inseln im Südpazifik.

### Dritte Karriere
2001 tauchte Gawrilow wieder auf. In der Schweiz fand er seine neue Heimat, wohnte zuerst in Luzern und begann in der Saison 2001/2 wieder zu konzertieren. Seit August 2008 lebt er mit seiner zweiten Frau, einer jungen japanischen Pianistin, und seinem Sohn im Kanton Zürich.
Im September 2009 startete Andrei Gawrilow eine Aufsehen erregende Tournee durch die russischsprachigen Staaten, die in der sibirischen Stadt Tjumen begann und über Jekaterinburg am Ural nach Moskau und Sankt Petersburg führte. Im November spielte Gawrilow in der Ukraine um dann im Dezember über die sibirischen Städte Nowosibirsk und Krasnojarsk nach Moskau zurückzukehren.
Die dramatische Biographie von Gawrilow soll demnächst in Hollywood verfilmt werden.

## Einspielungen
Gawrilow ist ein Pianist von außerordentlicher Virtuosität und Kraft. Bereits 1974 nahm Melodija das 1. Tschaikowski-Konzert vom Preisträger-Konzert des Tschaikowski-Wettbewerbes sowie ein Live-Soloprogramm auf. 1976 folgte eine Studioaufnahme des 3. Rachmaninow-Konzertes. Von 1977 bis 1989 arbeitete er im Tonstudio exklusiv für EMI. Aus dieser Zeit stammt die legendäre Aufnahme der Chopin-Etüden und vieler weiterer Werke, vor allem von Chopin, Skrjabin, Prokofjew, Rachmaninow und J.S. Bach.
Von 1991 bis 1993 nahm er für Deutsche Grammophon auf, wo Gawrilow, der immer wieder zu seinem Kernrepertoire zurückkehrt, u. a. einige der bereits für EMI eingespielten Werke duplizierte. Eine Reihe von Projekten mit vielen Gawrilow-Novitäten wurde durch den Rückzug 1993 nicht mehr realisiert, so Bachs Englische Suiten, die kompletten Beethoven Klavierkonzerte, die Chorfantasie und die Diabelli-Variationen, sowie weiterer vager Pläne mit Werken von Franz Liszt (Études d’exécution transcendante, Paganini-Etüden), Ravels Gesamtwerk für Klavier solo und mit Orchester sowie den Klavierkonzerten von Grieg und Schumann.
Die Veröffentlichung einer Reihe mit neuen DVD-Aufnahmen ist derzeit geplant. Ein erstes Set soll fünf DVDs mit Werken von Chopin und Bach, darunter dessen legendäre Goldberg-Variationen umfassen, sowie drei DVD mit seinen Erklärungen dazu. Ein zweites solches DVD-Set Werke von Schumann und Prokofiew. 2011 erschien Gawrilows Autobiografie Tschainik, Fira und Andrei in russischer Sprache.

## Diskographie
Sofern nicht anders angegeben, sind Aufnahmen bis 1976 bei Melodija erschienen, solche von 1977 bis 1989 bei EMI (anfangs in Koproduktion mit Melodija), solche von 1991 bis 1993 bei DGG.
1974
- Tschaikowski: Klavierkonzert Nr. 1; mit dem Großen Rundfunk-Sinfonieorchester der UdSSR, Leitung Dmitri Kitajenko (Abschlusskonzert Tschaikowski-Wettbewerb 1974 live).
- Haydn: Sonate Es-Dur Hob. XVI/52; Skrjabin: Etüde op 42/5; Liszt: La Campanella; Tschaikowski: Variationen op 19/6; Ravel: Pavane pour une enfante defunte; Scarbo aus Gaspard de la nuit. Live (Tschaikowski-Variationen live vom Tschaikowski-Wettbewerb).

1976
- Rachmaninow: Klavierkonzert Nr. 3; mit Ad-hoc-Orchester bestehend aus Mitgliedern des Sinfonieorchesters der Staatl. Moskauer Philharmonie sowie des Staatl. Akademischen Orchesters der UdSSR, Leitung Alexander Lasarew.

1977
- Prokofiew: Klavierkonzert Nr. 1; 2 Stücke aus Romeo und Julia. Ravel: Klavierkonzert für die linke Hand; Pavane pour une enfante defunte. Konzerte mit dem London Symphony Orchestra, Leitung: Simon Rattle.
- Ravel: Gaspard de la nuit. Prokofiew: Suggestion diabolique. Liszt: La Campanella. Tschaikowski: Variationen op 19/6. Mili Balakirew: Islamej.
- Tschaikowski: Klavierkonzert Nr. 1; mit dem Philharmonia Orchestra, Leitung: Riccardo Muti.
- Dmitri Schostakowitsch: Violinsonate op 134, mit Gidon Kremer (live Großer Saal des Moskauer Konservatoriums). Melodija.

1979
- Händel: Suiten HWV 426, 429, 431, 432, 436, 437, 440, 447 (live vom Tours Festival auf Chateau de Marcilly-sur-Maulne; die übrigen Suiten spielte Swjatoslaw Richter).
- Prokofiew: 10 Stücke aus Romeo und Julia; 8. Klaviersonate.
- Weber: Grand Duo Concertant op 48; Hindemith: Violinsonate op 11; Schnittke: Violinsonate Nr. 2. Mit Gidon Kremer.

1981
- Beethoven: Klavierkonzert Nr. 3, mit dem Staatl. Symphonieorchester der UdSSR, Leitung Juri Temirkanow. Live, Melodija.
- Weber: Grand Duo Concertant op 48; Johannes Brahms: Klarinettentrio op 114; Alban Berg: 4 Stücke für Klarinette und Klavier. Mit Ivan Monighetti, Violoncello, Anatoli Kamischew, Klarinette. Melodija.

1982
- J.S. Bach: Klavierkonzerte BWV 1052–1058, mit dem Moskauer Kammerorchester, Leitung Juri Nikolajewski. Melodija

1983
- Wolfgang Amadeus Mozart: Konzert f. 2 Klaviere KV 365; Felix Mendelssohn Bartholdy: Konzert f. 2 Klaviere E-Dur. Mit Dang Thai Son, 2. Klavier, Moskauer Kammerorchester, Leitung Pavel Kogan. Melodija.

1984
- Johann Sebastian Bach: Französische Suiten 1-6.
- Rachmaninow: Auswahl Klavierwerke aus opp 3, 16, 23, 32, 39.
- Skrjabin: 4. Klaviersonate; Preludes opp 9/1; 11/2,4-6,8–14,16,18,20,22,24; 13/1-3; 15/1,5; 16/2,4; Etüde op 42/5.

1984/1985
- Chopin: Klaviersonate Nr. 2; 4 Balladen.

1985/1987
- Chopin: Etüden opp 10, 25.

1986
- J. S. Bach: Klavierkonzerte BWV 1052–1058, mit der Academy of St. Martin in the Fields, Leitung Neville Marriner.
- Rachmaninow: 3. Klavierkonzert, mit dem Philadelphia Orchestra, Leitung Riccardo Muti.

1987
- Schumann: Papillons, Carnaval, Faschingsschwank aus Wien.

1988
- W. A. Mozart: Klaviersonaten KV 331, 332; Fantasie KV 397; Präludium und Fuge KV 394.
- Tschaikowski: Klavierkonzert Nr. 1 und Nr. 3, mit den Berliner Philharmonikern, Leitung Vladimir Ashkenazy (live).

1989
- Rachmaninow: Klavierkonzert Nr. 2; Rhapsodie über ein Thema von Paganini; mit dem Philadelphia Orchestra, Leitung Riccardo Muti.
- Rachmaninow: Klavierkonzert Nr. 2; mit dem Royal Philharmonic Orchestra, Leitung Vladimir Ashkenazy (live in Moskau)
- Strawinski: Konzert für zwei Klaviere; Le sacre du printemps; Scherzo; Sonate für 2 Klaviere, mit Vladimir Ashkenazy, Decca Records

1991
- Chopin: Klaviersonate Nr. 2; 4 Balladen
- Prokofiew: Klaviersonaten Nr. 3, 7, 8
- Schubert: Impromptus D. 899 und D. 935

1992
- J. S. Bach: Goldberg-Variationen.
- Britten: Friday Afternoons op 7, Golden Vanity op 78 (beides mit den Wiener Sängerknaben); Sailing, Night, Ballad of Little Musgrave and Lady Barnard (alle aus Holiday Suite op 5).
- Prokofiew: 10 Stücke aus Romeo und Julia; Suggestion diabolique. Prelude op 12/7. Ravel: Gaspard de la Nuit; Pavane pour une enfante defunte.

1993
- J. S. Bach: Französische Suiten 1-6.
- Grieg: Lyrische Stücke opp 12/1; 38/1; 43/1,2,6; 47/2-4; 54/1-5; 57/6; 62/4; 65/5-6; 68/3,5; 71/1-3,6-7

1999
- Chopin: Klaviersonate Nr. 2; Balladen Nr. 1, 4; Etüden op 10/3-5,9,12. Live Kloster Maulbronn, K&K Verlagsanstalt.

## TV- und Rundfunkaufnahmen

### TV
1979
- Dmitri Schostakowitsch: Sonate für Violine und Klavier. Carl Maria von Weber: Grand Duo Concertant op 48; Adagio aus Violinsonate op 10/2. Gioacchino Rossini: Andante con Variazione. Mit Gidon Kremer, Violine. WDR/EMI Laserdisc

1989
- Rachmaninow: Klavierkonzert Nr. 2; mit dem Royal Philharmonic Orchestra, Leitung Vladimir Ashkenazy (live in Moskau) BBC/EMI VHS

1990
- Prokofiew: Suggestion diabolique; Montagues & Capulets (aus: 10 Stücke aus Romeo & Julia); Klaviersonate Nr. 8. Gavrilov spricht auch über die Werke mit dem engl. Komponisten Michael Berkeley auf engl., deutsch untertitelt. Südwestfunk.
- Rachmaninow: Moment musical op 16/3; Elegie op 3/1. Südwestfunk.
- Skrjabin: Prelude op 9; Klaviersonate Nr. 4; Etüde op 42/5. Südwestfunk

2000
- J.S. Bach: Wohltemperiertes Klavier, Buch Nr. 1, Präludien & Fugen Nr. 1–12. BBC Wales/Euroarts DVD

### Rundfunk
2009
- Chopin: Nocturnes opp 9/1, 27/2, post., 15/2, 32/1, 15/1, 55/1, 32/2. Prokofjew: Sonate Nr. 8 op 84; Suggestion diabolique, op 4/4. Scarlatti: Sonate d-moll L.366/K.1. Hessischer Rundfunk live

### Weitere Aufnahmen
2006
- Chopin: Nocturnes opp 9/1, post., 15/2, 15/1, 55/1, 32/2, 48/1. live Lucerne Festival

## Schriften
- Чайник, Фира и Андрей. Slowo, Moskau 2014. ISBN 978-5-387-00617-3 (russisch).
  - Deutsche Ausgabe: Tschaikowski, Fira und ich. Erzählungen meines Lebens. Diederichs, München 2014, ISBN 978-3-424-35090-6.